# Durdy Baýramow
Durdy Baýramow (russisch Дурды Байрамов Durdy Bairamow; * 14. April 1938 in Baýramaly; † 14. Februar 2014) war ein turkmenischer Künstler und Hochschullehrer, der mit der höchsten Ehrenauszeichnung seines Herkunftslandes ausgezeichnet wurde: „Volkskünstler der Turkmenischen Sozialistischen Sowjetrepublik“. In der turkmenischen Sprache lautet Durdy Baýramows Name schlicht “Durdy Bayram” (ohne den slawischen Suffix “ov”, welcher während der Sowjet-Ära hinzugefügt wurde, um Namen zu russifizieren). Bayram bedeutet „Feier“ in der Turksprache.

## Leben
Baýramow wurde am 14. April 1938 in Baýramaly in der Turkmenischen Sozialistischen Sowjetrepublik geboren, welche damals Teil der Sowjetunion war. Er verlor beide Eltern in jungen Jahren und lebte fortan für einige Zeit als obdachloses Kind, bevor er in ein Waisenhaus in Gyzylarbat aufgenommen wurde, wo er schließlich aufwuchs. Baýramow erlitt Hunger und viele weitere Hürden, die mit dem Zweiten Weltkrieg und dessen Folgen einhergingen. Später profitierte er von der Führung durch außergewöhnliche Lehrer, die sein Talent erkannten und den jungen Künstler in seinem Wunsch unterstützten, professioneller Maler zu werden. Sein erster Kunstlehrer war Gennadiy Brusentsow, ein russischer Künstler, der an der turkmenischen Kunstfachhochschule Schota Rustaweli in Aschgabat unterrichtete. Aus der Zusammenarbeit entsprang eine lebenslange Freundschaft, in welcher Brusentow stets die Rolle des Mentors behielt. Das Porträt „Junger Fußballspieler“, welches Brusentsow von Baýramow malte, befindet sich in der Sammlung der Tretjakow-Galerie in Moskau. Von den drei bedeutenden Porträts, die Baýramow von seinem Lehrer malte, ist „Portrait meines ersten Lehrers“ (1997/98) das bekannteste.
Des Weiteren übte der Kunstlehrer Dmitry Mochalsky, sein Dozent an der renommierten Moskauer Hochschule für Malerei, Bildhauerei und Architektur, an der Baýramow von 1959 bis 1965 eingeschrieben war, großen Einfluss auf das Leben und die künstlerische Karriere Baýramows aus. Mochalsky gebührte der höchste Ehrentitel der Künste der ehemaligen Sowjetunion, nämlich als Volkskünstler der Sozialistischen Sowjetrepublik. Er wurde für seine Fähigkeit gepriesen, das Wesentliche hervorzuheben, während er die unwesentlichen Details außer Acht ließ. Diesen Ansatz vermittelte er vielen seiner Studenten, unter anderem auch Baýramow.

## Karriere

### 1960–1969
Nach seinem Abschluss an der Kunstfachhochschule 1965 trat Baýramow dem Verband der bildenden Künstler der UdSSR bei und begann seine Karriere als professioneller Künstler. Zuallererst beschäftigte sich Baýramow mit der Landschaftsmalerei. Viele seiner frühen Werke (einige noch aus seiner Zeit als Student) ernteten hohes Kritikerlob. Sein bekanntes Bild ‚die Friedliche Erde‘ (1969) gilt als klassisches Beispiel der turkmenischen Landschaftsmalerei.
1966 heiratete Baýramow seine Muse Dunyagozel „Gosel“ Ilyasova, welche eines seiner meistgemalten Motive und eine Quelle der Inspiration bis zu seinem Lebensende sein würde. Der Künstler widmete ihr eine Reihe von Werken auf Papier, welche er Gosel nannte, einschließlich 53 Porträts seiner Frau und vier Blumenbilder, welche er ihr zusprach.
Von 1965 bis 1968 arbeitete Baýramow als Kunstdozent an der Schota Rustaweli Kunsthochschule in Aschgabat.

### 1970–1979
Baýramow erlangte seine erste künstlerische Ehrung, als er zum Gewinner des turkmenischen SSR Lenin Komsomol Preises 1970 und dem der UdSSR im Jahr 1972 ernannt wurde. 1971 vollendete der Künstler das erste turkmenische Selbstporträt. Dieses Werk befand sich einst in der Kollektion der UdSSR-Vereinigung der Künstler in Moskau. Zu jener Zeit trieb er den Zweiten Weltkrieg als Thema unter turkmenischen Künstlern heran. Sein Bild „Hilfe für die Front“ spiegelt den tiefliegenden Patriotismus der gewöhnlichen turkmenischen Frauen wider, welche bereit waren, ihre kostbarsten Besitztümer für die Soldaten zu opfern.
Ein weiteres Thema, welches Baýramow zu dieser Zeit entwickelte, war jenes des Prozesses der turkmenischen Teppichweberei. Dieses Thema ist in seinem bekannten Werk „Turkmenische Teppichweberinnen“ (1971) dargestellt, in welchem Frauen arbeitend in einer Teppichfabrik zu sehen sind. Dieses Meisterwerk turkmenischer Kunst der Sowjetzeit wurde zu Beginn 1971 im Staatlichen Museum für Orientalische Kunst in Moskau ausgestellt und später, 1979, von der staatlichen Tretjakow-Galerie erworben.
Bereitwillig, junge Nachwuchskünstler zu unterstützen, kehrte Baýramow von 1971 bis 1973 als Dozent an die Schota Rustaweli Fachhochschule für turkmenische Kunst in Aschgabat zurück.
Mitte der 70er Jahre begann Baýramow die Arbeit an dem Projekt „Kulturelle Persönlichkeiten“, welches sich zu einem seiner meistgeschätzten Projekte entwickelte. Die Reihe enthält Porträts von Persönlichkeiten des späten 20. Jahrhunderts und des frühen 21. Jahrhunderts, von denen Baýramow meinte, sie hätten einen großen Beitrag zum Erhalt des turkmenischen Kulturerbes beigetragen. Das Projekt dauerte über vier Jahrzehnte an und enthält mehr als 150 individuelle Porträts.

### 1980–1989
Im Jahre 1980 wurde Baýramow zum verdienten Kunstschaffenden der Turkmenischen SSR ernannt, und vier Jahre später wurde ihm der zweite Platz und ein Laureate Diplom für den Wettbewerb zum 60-jährigen Bestehen der Turkmenischen SSR und der Kommunistischen Partei der TuSSR zugesprochen. Baýramow war während der 80er Jahre sehr produktiv, obgleich er wirtschaftliche Notlagen erlitt, welche mit dem Perestroika (ca. 1985–1991) und dem daraus resultierenden Mangel an Haushaltsgütern und Nahrung in Verbindung stand. Der Künstler arbeitete unermüdlich und verlor sich in seinem Schaffen. Er entwickelte sein künstlerisches Repertoire weiter, indem er sich zusätzlich auf Porträts und Stillleben fokussierte, insbesondere auf Blumen.
Im Jahre 1985 begann Baýramow die Arbeit an einer seiner berühmtesten thematischen Kompositionen: seine monumentale Hommage an die großen spanischen Künstler der Vergangenheit mit dem Titel „Goldener Schleier“. Dieses Werk blieb bis zum Jahre 2001 unvollendet.
Während der 1980er Jahre stieg Baýramows Ruhm und das Interesse an seiner Arbeit wuchs aufgrund seiner zahlreichen Einzelausstellungen, unter anderem in Moskau, Russland (1980, 1984); Berlin, Deutsche Demokratische Republik (1981); Uljanowsk, Russland (1984); Aschgabat, Turkmenistan (allein 1986 zwei Ausstellungen); und Budapest, Ungarn (1986).

### 1990–1999
Gefolgt von anhaltendem kritischen und populären Erfolg im In- und Ausland wurde Baýramow 1991 mit dem höchsten künstlerischen Titel seines Heimatlandes, dem Volkskünstler von Turkmenistan, geehrt.
Im Jahre 1998 wurde Baýramow neben Suhrob Kurbanov, Tahir Salahov, Turgunbai Sadykov, sowie Erbolat Tolepba zum Akademiker der Nationalen Akademie der Künste von Kirgisistan ernannt. In Verbindung mit der Präsentation dieser Auszeichnung steuerte Baýramow einige seiner Werke an die Internationale Ausstellung der Akademiker von Kirgisistan an der Akademie der Künste in Bischkek bei.

### 2000–2009
Nach der Jahrhundertwende arbeitete und reiste Baýramow weiterhin ausgiebig innerhalb Turkmenistans und in der ganzen Welt. Dies beinhaltete Reisen in die Ukraine, wo er 2000 zwei Einzelausstellungen in dem Nationalmuseum der Russischen Kunst in Kiew hatte, Russland (2003), Thailand (2004), Türkei (2002 und 2004), Malediven (2004), die Vereinigten Arabischen Emirate (mehrfach zwischen 2003 und 2007), die Niederlande (2008), Italien (2009), Belgien (2010), und Frankreich (2010). Im Jahre 2008 feierte Baýramow seinen 70. Geburtstag sowie das 50-jährige Bestehen als Künstler mit zwei retrospektiven Ausstellungen seiner Arbeit in Aschgabat, Turkmenistan.
Aufgrund seiner lebenslangen künstlerischen Errungenschaften und Beiträge zur Kultur Turkmenistans wurde Baýramow im Jahr 2008 mit der Medaille „Zur Liebe des Mutterlandes“ geehrt. Diese wurde ihm von dem Präsidenten Turkmenistans Gurbanguly Berdimuhamedow überreicht.

### Ab 2010
Baýramow setzte seine produktive künstlerische Schaffung in den letzten Jahren seines Lebens fort und schuf zwischen 2010 und 2014 mehr als 90 Ölbilder.
Im Jahr 2012 verbrachte der Künstler sechs Monate in Kanada, wo er die bekannte Reihe „kanadischer Herbst“ schuf. Die aus der Reihe resultierenden Bilder wurden erstmals 2014 in Toronto ausgestellt. Dies war die erste Ausstellungen seiner Kunst in Nordamerika. Eine offizielle Ausstellung von Baýramows Fotografien fand im Jahr 2015 in Toronto statt. Unter dem Titel „Durch die Augen von Durdy Baýramow: Turkmenisches Dorfleben, 1960er - 80er Jahre“ (zu engl. Through the Eyes of Durdy Baýramow: Turkmen Village Life, 1960s-80s) zeigte die Ausstellung Schwarz-Weiß-Fotografien und war zudem eine Schwerpunktausstellung im Scotiabank CONTACT Photography Festival in Kanada. Der damit verbundene Katalog wurde von der Durdy Baýramow Kunststiftung in Zusammenarbeit mit dem Asiatische Kulturen Geschichtsprogramm der Smithsonian Institution veröffentlicht.
Im Jahr 2015 wurde eine Einzelausstellung von Durdy Baýramows Werken im Kunstprogramm der Weltbank in Washington mit der Unterstützung der turkmenischen Botschaft in den Vereinigten Staaten abgehalten. Die Eröffnung dieser Ausstellung fiel mit den Feierlichkeiten zum 24. Jahrestag der Unabhängigkeit und dem 20. Jahrestag der Neutralität Turkmenistans zusammen.

## Künstlerischer Stil
Durdy Baýramow schuf während seiner fruchtbaren Karriere mehr als 5000 Kunstwerke, darunter Ölgemälde und Papierarbeiten. Der Künstler war außerdem ein leidenschaftlicher Fotograf, der diese Tätigkeit jedoch nicht als Teil seiner künstlerischen Prozesse empfand und niemals versuchte, seine Fotografien auszustellen. Aus diesem Grunde wurden seine fotografischen Werke erst nach seinem Tod der Öffentlichkeit präsentiert.
Baýramow arbeitete ausgiebig spartenübergreifend an vier Genres: Porträts, Stillleben, Landschaften und thematische Kompositionen, obgleich er seiner Porträts wegen zu Bekanntheit gelangte. Schon im Jahr 1975 wurde angemerkt, dass, obwohl er Genrebilder und Landschaften malte, seine besondere Aufmerksamkeit Porträts galt. Unter seinen Zeitgenossen war er der „unübertroffene Meister des Porträtgenres.“
Baýramow drang tief in den Charakter und das innere Leben seiner Modelle ein, um ihre vielfältigen Persönlichkeiten auf der Leinwand zu reflektieren und ihre besten Qualitäten emporzuheben. Der Künstler tat dies, indem er „stets nach dem Funken suchte, welches jeder Mensch besitzt.“ Er strebte danach die kontextabhängigen Entdeckungen des Impressionismus, die Detailgenauigkeit des klassischen Realismus, und Turkmenistans reichhaltige künstlerische Traditionen in Einklang zu bringen. Der Künstler fand Inspiration in Menschen aus allen Lebensbereichen, unabhängig von deren sozialen, wirtschaftlichen oder ethnischen Hintergrund. Seine Modelle bestanden aus einer Vielzahl an Individuen, von Dorfbewohnern bis hin zu Wissenschaftlern, von Fremden zu Familienmitgliedern, von Kindern zu Senioren. Baýramows einfühlsame Art und sein enges Vertrauensverhältnis zu seinen Modellen legt seinen Erfolg in diesem Genre dar.
Obwohl Baýramow für seine Porträtkunst bekannt ist, sind seine Stillleben und Landschaftsbilder hoch angesehen. Blumen spielten eine wichtige Rolle in Baýramows Stillleben. Er verspürte eine besondere Leidenschaft, die reichen Farben und Texturen der roten Mohnblumen zu malen, die jeden Frühling Turkmenistans Ausläufer bedecken. Die Darstellung von Früchten in Baýramows Stillleben symbolisiert den Reichtum der Natur und insbesondere die Liebe des Künstlers gegenüber den heimischen Früchten seines Vaterlandes. Er malte oft Äpfel, Melonen, Granatäpfel usw., die auf traditionellen turkmenischen Teppichen angeordnet waren, die von gewebten göl Motiven und lebendige Farben gekennzeichnet waren, oder auf turkmenischen Zierfellen, welche keche genannt werden.

## Tod und Vermächtnis
Im Februar 2014 wurde Baýramow mit einem Leberkrebs diagnostiziert. Mit seinem Tod am 14. Februar 2014 hinterließ er seine Frau Gosel Baýramow sowie vier Töchter und sieben Enkelkinder.
2015 wurde in Toronto die Durdy Bairamov Kunststiftung (englisch: Durdy Bayramow Art Foundation) gegründet, mit dem Ziel, die Bekanntheit von Baýramows Hinterlassenschaft zu fördern. Mit derselben Absicht gewährleistet das Bayramow Museum, welches sich ebenfalls in Toronto befindet, der Öffentlichkeit den Zugang zu der weltgrößten permanenten und temporären Baýramow Ausstellung. Durdy Baýramow ist allgemein als einer der wichtigsten Maler Zentralasiens anerkannt. Seine Werke können in vielen privaten Kollektionen, Museen, Galerien und kulturellen Einrichtungen gefunden werden, unter anderem:
- Durdy Bayramow Art Foundation, Toronto, Kanada
- Dresden Gallery, Dresden, Deutschland
- Museum of Fine Arts, Aschgabat, Turkmenistan
- Kunstmuseum, Mary, Turkmenistan
- Kunstmuseum, Türkmenabat, Turkmenistan
- Kunstmuseum, Balkanabat, Turkmenistan
- Tretjakow-Galerie,[24] Moskau, Russland
- Staatliches Museum für Orientalische Kunst, Moskau, Russland
- Museum of Fine Arts of Karelian Republic, Petrosawodsk, Russland
- Kunstmuseum, Komsomolsk am Amur, Russland
- Primorye State Art Gallery, Wladiwostok, Russland
- Tyumen Regional Museum of Fine Arts, Tjumen, Russland
- The Museum of the National Academy of Arts, Bischkek, Kirgisistan
- The State Museum of Arts of Uzbekistan, Taschkent, Usbekistan
- The Kiev National Museum of Russian Art, Kiew, Ukraine
- The Lugansk Regional Museum of Fine Arts, Luhansk, Ukraine
- Museum of Fine Art, Kmitov, Ukraine

## Einzelausstellungen
- 1970 Durdy Baýramow, Aschgabat, Turkmenische SSR. “Durch Indien”
- 1971 Durdy Baýramow, Halle (Saale), Deutsche Demokratische Republik
- 1975 Durdy Baýramow, Kiew, Ukraine
- 1978 Durdy Baýramow, Aschgabat, Turkmenische SSR
- 1980 Durdy Baýramow, Moskau, Russland
- 1981 Durdy Baýramow, Berlin, Deutsche Demokratische Republik
- 1984 Durdy Baýramow, Uljanowsk, Russland
- 1986 Durdy Baýramow, Aschgabat, Turkmenische SSR
- 1986 Durdy Baýramow, Aschgabat, Turkmenische SSR. “Aschgabat – Kunya Urgench – Aschgabat”
- 1986 Durdy Baýramow, Budapest, Ungarn
- 1998 Durdy Baýramow, Aschgabat, Turkmenistan
- 2000 Durdy Baýramow, Kiew National Museum der Russischen Kunst, Kiew, Ukraine
- 2003 Durdy Baýramow, Aschgabat, Turkmenistan
- 2008 Durdy Baýramow, Exhibition Hall of the Artists Union, Aschgabat, Turkmenistan (Ausstellung zu Ehren von Baýramows 70. Geburtstag und des 50-jährigen Bestehens als Künstler)
- 2008 Durdy Baýramow, Museum of Fine Arts, Aschgabat, Turkmenistan
- 2013 Durdy Baýramow, Aschgabat, Turkmenistan (Ausstellung zu Ehren von Baýramows 75. Geburtstag)
- 2014 Durdy Baýramow, Toronto, Ontario, Kanada. “Mein Leben gehört der Kunst und die Kunst gehört den Leuten”
- 2015 Durdy Baýramow, Toronto, Kanada. “Durch die Augen von Durdy Baýramow: Turkmenisches Dorfleben, 1960er-80er” (erste Foto-Ausstellung Baýramows)
- 2015 Durdy Baýramow, Washington, Vereinigte Staaten von Amerika, World Bank Kunst Programm
- 2016 Durdy Baýramow, Aschgabat, Turkmenistan. Turkmen State Institute of Transport and Communications, mit der Unterstützung des Kultur- und Bildungsministeriums und des Museums in Aschgabat (bezüglich des „Jahres der Ehrung der Herkunft, within a framework of the "Year of Honoring Heritage, Verwandlung des Vaterlandes"“)[25]
- 2016 Durdy Baýramow, Toronto, Kanada. “Classical Turkmen Music Days in Canada” Ismaili Centre, Toronto
- 2016 Durdy Baýramow, Washington, Vereinigte Staaten von Amerika

## Preise und Auszeichnungen
- 1965 Ehrenurkunde des ZK des Komsomol. Preis des Leninschen Komsomol Turkmeniens, SSR.
- 1970 Preis des Leninschen Komsolmol, SSR.
- 1972 Preis des Leninschen Komsolmol; Zweiter Preis auf der Allunionsausstellung der jungen Künstler der SSR.
- 1974 Goldmedaille der Allunionsausstellung der Errungenschaften der Volkswirtschaft der UdSSR.
- 1974 Ehrenurkunde des Obersten Sowjets und des Ministerrates der Turkmenischen SSR.
- 1974 Zweiter Preis auf der Ausstellung turkmenischer Künstler, gewidmet dem 50. Jahrestag der Gründung der Turkmenischen SSR.
- 1975 Dritter Preis im Allunionswettbewerb „Frauenporträt“ der SSR.
- 1978–1979 Zweiter Preis auf der Wettbewerbsausstellung der Künstler der Turkmenischen SSR.
- 1980 Verdienter Kunstschaffender der Turkmenischen SSR.
- 1984 Zweiter Preis auf der Ausstellung turkmenischer Künstler, gewidmet dem 60. Jahrestag der Gründung der Turkmenischen SSR und der Kommunistischen Partei der Turkmenischen SSR.
- 1991 Verdienter Kunstschaffender der Turkmenischen SSR.
- 1998 Akademiker der Nationalen Kunst Akademie Kirgisistan
- 2008 Ehrenauszeichnung des Präsidenten Turkmenistans „Zur Liebe des Vaterlandes“
- 2009 Byashim Nurali Preis, Künstlerverband Turkmenistans
- 2011 Jubiläums-Medaille zum 20-jährigen Bestehen Turkmenistans Unabhängigkeit